# Michèle Boule
Michèle Boule (née en 1948) est une femme française élue Miss Cannes 1965, puis Miss France 1966.
Elle perdra son titre au profit de Monique Boucher durant son règne.

## Élection
Elle est élue Miss France au Palais des Fêtes de Vendôme. Elle a 18 ans, mesure 1,71 m et ses mensurations sont: 95 - 65 - 95.[réf. souhaitée] Ses dauphines sont Monique Boucher, Miss Charente, et Claude Felirath, Miss Alsace.
Les 27 autres candidates étaient :
- Miss Alsace, Claude Felirath
- Miss Aquitaine
- Miss Auvergne
- Miss Avesnois
- Miss Bordeaux
- Miss Bretagne
- Miss Charente (Monique Boucher, qui la remplacera après la perte de son titre)
- Miss Côte d'Argent
- Miss Côte d’Émeraude
- Miss Île-de-France
- Miss Lille
- Miss Lorraine
- Miss Lyon
- Miss Marseille
- Miss Mayenne
- Miss Nîmes
- Miss Normandie
- Miss Paris
- Miss Provence
- Miss Sables-d'Olonne
- Miss Saintonge
- Miss Savoie
- Miss Toulouse
- Miss Touraine
- Miss Valenciennes
- Miss Vendée

Le titre de l'élection cette année-là était : XVIIIème festival de l'élégance et de la beauté - Election nationale de Miss France 1966.